# Harold Becker
Harold Becker (* 25. September 1928 in New York, New York) ist ein US-amerikanischer Filmregisseur.

## Leben und Wirken
Er studierte am Pratt Institute in New York und war als Fotograf und Designer tätig. Später inszenierte er Kurzfilme und Werbefilme, gefolgt von Dokumentarfilmen. Seinen ersten Film mit dem Titel Blind Gary Davis drehte Becker 1964 eine Dokumentation über Blind Gary Davis in Schwarzweiß. Bis zu seinem ersten Kino-Film Mord im Zwiebelfeld, mit James Woods in der Hauptrolle, dauerte es 15 Jahre.
Als Höhepunkt seines bisherigen Schaffens gilt Sea of Love – Melodie des Todes mit Al Pacino in der Hauptrolle.

## Filmografie (Auswahl)
- 1964: Blind Gary Davis
- 1967: Sighet, Sighet
- 1972: The Ragman’s Daughter
- 1979: Mord im Zwiebelfeld (The Onion Field)
- 1980: Nieten unter sich (The Black Marble)
- 1981: Die Kadetten von Bunker Hill (Taps)
- 1985: Crazy for You (Vision Quest)
- 1988: Der Preis des Erfolges (The Boost)
- 1989: Sea of Love – Melodie des Todes (Sea of Love)
- 1993: Malice – Eine Intrige (Malice)
- 1996: City Hall
- 1998: Das Mercury Puzzle (Mercury Rising)
- 2001: Tödliches Vertrauen (Domestic Disturbance)